# Daniël Loobuyck
Daniël Loobuyck (Merkem, 10 juni 1936 - Waregem, 19 mei 2018) was een Belgisch missionaris oblaat (o.m.i.) in Congo. 

## Levensloop
Daniël Loobuyck sprak zijn eerste geloften uit in 1959 te Korbeek-Lo en werd priester gewijd in 1964 te Gijzegem. Hij was lange tijd missionaris te Congo. Hij was er acht jaar provinciaal van de oblaten en stond aan de wieg van het Theologisch Centrum Eugène de Mazenod te Kintambo-Kinshasa. Na zijn terugkeer in België was hij gedurende zes jaar provinciale overste van de oblaten. Hij ging op rust in de oblatengemeenschap te Waregem.